# Кейп Мей (Ню Джърси)
Кейп Мей (на английски: Cape May) е град в най-южната част на щата Ню Джърси в САЩ. Постоянното население на града е 4034 жители (2000), но се увеличава многократно през летните месеци. Кейп Мей е с обща площ от 7,30 км² (2,80 мили²). Градът се намира на Атлантическия океан в едноименния окръг Кейп Мей.
Кейп Мей е популярен летен курорт, който от 1976 г. е обозначен и като Национален исторически град-забележителност от Правителството на САЩ. В градът има голям брой викториански къщи, втори по брой след Сан Франциско в САЩ.